# Мосиенко, Пётр Андреевич
Пётр Андреевич Мосиенко (1924—1998) — красноармеец Рабоче-крестьянской Красной Армии, участник Великой Отечественной войны, Герой Советского Союза (1945).

## Биография
Пётр Мосиенко родился 31 июля 1924 года в селе Кимличка (ныне — Липоводолинский район Сумской области Украины). После окончания семи классов школы работал в колхозе. В начале Великой Отечественной войны оказался в оккупации, бежал от угона в Германию, перешёл линию фронта и вышел к советским войскам. В августе 1944 года Мосиенко был призван на службу в Рабоче-крестьянскую Красную Армию. С сентября того же года — на фронтах Великой Отечественной войны.
К февралю 1945 года гвардии красноармеец Пётр Мосиенко командовал отделением 3-й автоматной роты 140-го гвардейского стрелкового полка 47-й гвардейской стрелковой дивизии 8-й гвардейской армии 1-го Белорусского фронта. Отличился во время боёв в Германии. 2 февраля 1945 года под городом Шверин отделение Мосиенко атаковало вражеский дзот. В том бою Мосиенко лично подорвал гранатами два пулемётных расчёта. В боях на плацдарме на западном берегу Одера 22 марта 1945 года отделение Мосиенко первым ворвалось в населённый пункт Горгаст в 10 километрах к северо-востоку от Зеелова и уничтожило 4 пулемёта и около 25 солдат и офицеров противника. В ночь с 23 на 24 марта 1945 года немецкие войска контратаковали позиции подразделения Мосиенко. В том бою он лично уничтожил 2 БТР и самоходное орудие, однако и сам получил тяжёлое ранение.
Указом Президиума Верховного совета СССР от 31 мая 1945 года за «образцовое выполнение боевых заданий командования на фронте борьбы с немецкими захватчиками и проявленные при этом мужество и героизм» гвардии красноармеец Пётр Мосиенко был удостоен высокого звания Героя Советского Союза с вручением ордена Ленина и медали «Золотая Звезда» за номером 8585.
После окончания войны Мосиенко был демобилизован. Проживал и работал сначала на родине, затем в городе Ромны Сумской области. Скончался 28 января 1998 года, похоронен на Центральном кладбище в Ромнах.
Был также награждён орденами Отечественной войны 1-й степени, «Знак Почёта», Славы 2-й и 3-й степеней, рядом медалей.